# روبرت كوان
روبرت كوان هو لاعب هوكي الجليد كندي، ولد في 5 سبتمبر 1983 في كالغاري في كندا.

## وصلات خارجية
- روبرت كوان على موقع EliteProspects.com (الإنجليزية)
- روبرت كوان على موقع HockeyDB.com (الإنجليزية)